# Schihanella
Shichanella es un género de foraminífero bentónico de la subfamilia Pseudofusulininae, de la familia Schwagerinidae, de la superfamilia Fusulinoidea, del suborden Fusulinina y del orden Fusulinida. Su especie tipo es Pseudofusulina pavlovi. Su rango cronoestratigráfico abarcaba desde el Asseliense hasta el Kunguriense (Pérmico inferior).

## Discusión
Clasificaciones más recientes incluyen Shichanella en la superfamilia Schwagerinoidea, y en la subclase Fusulinana de la clase Fusulinata. Algunas clasificaciones incluyen Shichanella en la familia Pseudofusulinidae.

## Clasificación
Shichanella incluye a las siguientes especies:
- Schihanella ambiqua †
- Schihanella arlarovi †
- Schihanella celebrata †
- Schihanella concinna †
- Schihanella confusa †
- Schihanella dualis †
- Schihanella gundarensis †
- Schihanella intermedia †
- Schihanella karagasensis †
- Schihanella karpinskyi †
- Schihanella makarowi †
- Schihanella melekensis †
- Schihanella miranda †
- Schihanella ovoides †
- Schihanella paraconfusa †
- Schihanella parapulchra †
- Schihanella pseudokaragasensis †
- Schihanella pulchra †
- Schihanella rara †
- Schihanella reticulata †
- Schihanella rowetti †
- Schihanella schellwieni †
- Schihanella smakajevi †
- Schihanella urdalensiformis †